# Marcus Sempronius Tuditanus (consul en -240)
Pour les articles homonymes, voir Sempronius Tuditanus.
Marcus Sempronus Tuditanus était un consul en 240 av. J.-C., de la gens romaine des Sempronii.
Peu de choses sont connues de ce personnage. Selon les Fastes capitolins, le père de Marcus Sempronius se prénommait Caius, son grand-père Marcus.
Il accède au consulat en 240 av. J.-C., avec pour collègue Caius Claudius Centho. En 230 av. J.-C., il est censeur, charge qu'il assume avec Quintus Fabius Maximus Verrucosus.